# 戸村義效
戸村 義效（とむら よしかた、文政元年（1818年） - 明治13年（1880年）3月14日）は、幕末の出羽久保田藩家老。
佐竹氏一門・戸村家の宗家で、代々横手城代を務める戸村十太夫家の当主であり、代々の通称である十太夫を称す。父は戸村義道。子女に戸村義得（大学）、佐竹義寿（佐竹義祚の子）室ほか。
文政11年（1828年）、家督を継ぎ横手城代となる。
安政5年（1858年）2月、（義祚の従兄弟である佐竹義核の久保田藩転出に伴う）息子・義寿の久保田新田藩佐竹家相続を実家の中村藩相馬家に働きかけた佐竹義祚を、藩の命により同年6月11日の死まで預かることとなる。この縁により、娘を義寿に嫁がせている。
文久3年（1863年）、家老に就任し8月に藩主・佐竹義堯（義核より改名）の名代として京に行き、12月まで警護の任を受けた。元治元年（1864年）、禁門の変に京に出動するが、混乱の中で公家衆の警護の依頼がなく帰国した。慶応2年（1866年）、江戸在番、重事参与となる。
慶応4年（1868年）、白石会議に出席し、奥羽越列藩同盟の盟約に調印した。これは独断による越権行為と新政府軍から咎められ、久保田城に謹慎・永蟄居の処分となった。明治3年（1871年）、家督を子の義得に譲った。
1958年（昭和33年）に公開された2000余の戸村文書の中から、同盟調印は義堯の指示によるものであった旨の文書が発見され、90年ぶりに名誉が回復された。